# Zuidpolder van Delfgauw
De Zuidpolder van Delfgauw is een polder en een voormalig waterschap in de gemeente Pijnacker, in de Nederlandse provincie Zuid-Holland.
Het waterschap was verantwoordelijk voor de drooglegging en de waterhuishouding in de polder. 
De Zuidpolder van Delfgauw is grotendeels bebouwd (nieuwbouwwijk van Delfgauw langs de A13) en grenst in het zuiden aan de Akkerdijksche polder en in het noorden aan de Noordpolder van Delfgauw.